# Lohner B.VII
Il Lohner B.VII fu un aereo da ricognizione biposto, monomotore e biplano, sviluppato dall'azienda austro-ungarica Jacob Lohner & Co. AG negli anni dieci del XX secolo.
Introdotto nel 1915, venne adottato dalla k.u.k. Luftfahrtruppen, l'aeronautica militare austro-ungarica, che lo utilizzò in missioni di ricognizione aerea e bombardamento durante le prime fasi della prima guerra mondiale relegandolo ad in carichi di seconda linea appena disponibili modelli più efficaci.
Fu l'ultimo dei Pfeilflieger, definizione data dall'azienda a tutta la serie B-Typ perché caratterizzata dalla velatura a freccia, ad essere prodotto.

## Storia del progetto
Con l'entrata del Regno d'Italia nella prima guerra mondiale, le esigenze belliche delle forze armate austroungariche si fecero prioritarie per l'apertura del fronte italiano, affidando alla componente aerea militare il compito di monitorare l'area di confine per scongiurare eventuali attacchi nemici alle varie fortificazioni austriache sparse sul territorio. A tale scopo ci si rivolse alla nascente industria aeronautica nazionale ed a quella dell'alleato Impero tedesco, poiché la prima pagava il dazio di un più tardivo avvicinamento all'aviazione moderna.
In quest'ottica la Jacob Lohner & Co., che dal 1909 aveva iniziato a realizzare su licenza qualche modello, in base all'esperienza acquisita decise di avviare una serie di progetti autoctoni per soddisfare le sopravvenute esigenze militari, dando origine ad una serie di modelli monomotore biplani che identificò come Pfeilflieger. Le varie versioni che si susseguirono non riuscirono a soddisfare che parzialmente le specifiche richieste dai vertici militari fino all'ultima variante, indicata come B.VII.
Il suo sviluppo occupò la prima parte del 1915; portato in volo davanti alla commissione esaminatrice dell'esercito, l'aereo suscitò piena soddisfazione ottenendo un contratto di fornitura per 16 esemplari, con il lotto identificato Serie 17, seguito dal 17.3 e dal 17.8 sostanzialmente simili.
La produzione cessò nel 1917 attestandosi su 73 esemplari prodotti.

## Tecnica
Il Lohner B.VII manteneva l'aspetto generale, per l'epoca convenzionale, tipico dei modelli pari ruolo contemporanei: monomotore in configurazione traente, biposto, con fusoliera realizzata interamente in legno, velatura biplana e carrello fisso.
La fusoliera, a sezione rettangolare realizzata con struttura in legno e rivestita con pannelli in compensato, tranne che nella parte anteriore, in metallo, era caratterizzata da un unico lungo abitacolo aperto dotato di parabrezza con al suo interno due posti collocati in tandem, l'anteriore destinato al pilota ed il posteriore all'osservatore con mansioni anche di mitragliere. Posteriormente terminava in un impennaggio classico monoderiva caratterizzato dall'elemento verticale di forma squadrata abbinato al lungo elemento orizzontale, sdoppiato, a pianta triangolare e controventato superiormente, dotato di un unico elemento mobile.
La configurazione alare era biplano-sesquiplana a scalamento positivo, con l'ala superiore, montata alta a parasole, di apertura leggermente superiore dell'inferiore spostata verso coda, montata bassa sulla fusoliera, caratterizzate entrambe da una leggera freccia alare; le due superfici erano collegate tra loro da una doppia coppia di montanti interalari, due per lato, integrati da tiranti in cavetto d'acciaio.
Il carrello d'atterraggio era un semplice biciclo anteriore fisso caratterizzato da ruote di grande diametro collegate tra loro da un assale rigido ed alla fusoliera da un castello tubolare, integrato posteriormente da un pattino d'appoggio collocato sotto la coda.
La propulsione era affidata ad un motore Austro-Daimler 6, un 6 cilindri in linea raffreddato a liquido capace di erogare una potenza, a seconda della versione, dai 150 PS (110 kW) ai 160 PS (118 kW), posizionato longitudinalmente all'estremità anteriore della fusoliera, ed abbinato ad un'elica bipala in legno a passo fisso.
L'armamento, inizialmente assente, era costituito da una, o occasionalmente due, mitragliatrice Schwarzlose M.07/12 calibro 8 mm, normalmente montata su supporto brandeggiabile ad anello nell'abitacolo posteriore, alla quale poteva essere abbinata una seconda montata in caccia, posizionata centralmente all'interno di una piccola gondola sopra l'ala superiore, a disposizione del pilota. Quest'ultima soluzione venne stabilmente introdotta nel successivo Lohner C.I.

## Impiego operativo

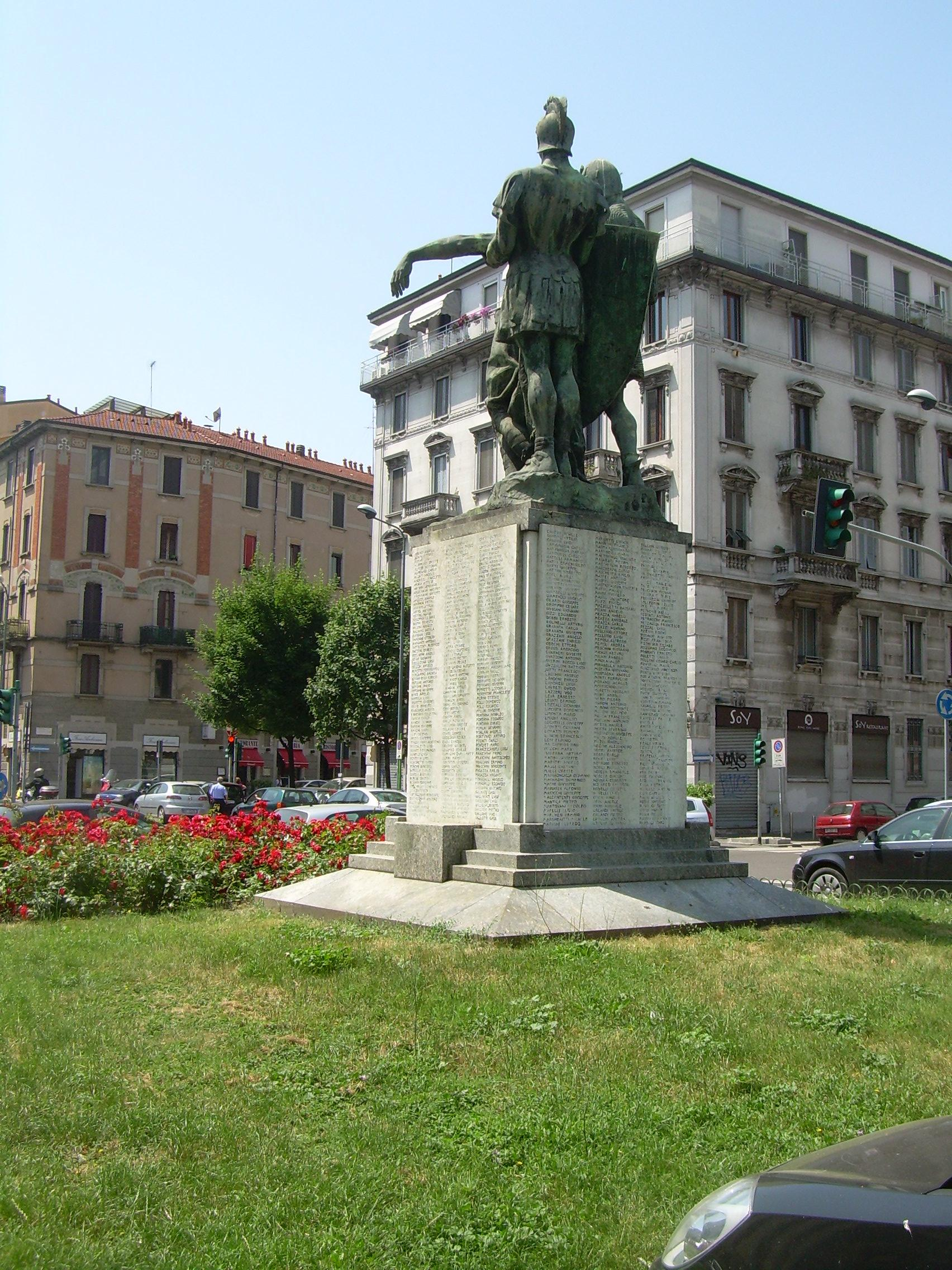
Il monumento che ricorda le vittime del bombardamento su Milano del 14 febbraio 1916.

Sul fronte italiano nel giugno 1915 la Fliegerkompanie 12 (Flik 12) della k.u.k. Luftfahrtruppen disponeva di 3 Lohner B.III e B.IV.
Il B.VII venne introdotto nell'agosto 1915 e, dopo la sua valutazione positiva, progressivamente assegnato alle varie Flik della k.u.k. Luftfahrtruppen, tra cui le Flik 7, Flik 12, Flik 16 e Flik 17, che operavano soprattutto sul fronte italiano durante il primo conflitto mondiale ma anche nella Flik 6 sul fronte del Regno di Serbia ed in Albania. Il modello, il primo realmente efficace in quel ruolo tra quelli a disposizione della kukLFT, fu subito apprezzato dagli equipaggi per la sua autonomia ed utilizzato, oltre che nelle missioni di ricognizione aerea, occasionalmente nel bombardamento tattico, trasportando alcune bombe da caduta da 80 kg. Pur se non tutti gli esemplari ne erano equipaggiati, i B.VII potevano montare una mitragliatrice nella parte posteriore dell'abitacolo con funzioni di difesa da eventuali attacchi posteriori da parte di velivoli nemici.
Una delle imprese di maggior successo effettuate sul fronte italiano, e che conferma l'ottima autonomia del modello, fu una missione di bombardamento effettuata il 14 febbraio 1916: nove di dodici Lohner B.VII (più precisamente della versione 17.3) delle Flik 7, 16, e 17 ai comandi del capitano Eugen von Steiner-Goltl della Flik 17 partiti dall'Aeroporto di Cirè di Pergine Valsugana compirono un volo di circa 350 km e ritorno attraverso le Alpi arrivando su Milano con l'obiettivo di danneggiare le centrali elettriche della città, specialmente quella di Porta Volta, e la vicina stazione ferroviaria. La missione ebbe successo riuscendo anche ad abbattere un velivolo italiano da parte del mitragliere-osservatore di uno dei velivoli impiegati.
Simili attacchi vennero pianificati per tutto il 1916.
In un'occasione l'aereo riuscì anche ad affondare un'unità della Regia Marina quando nel 1916 l'asso austro-ungarico Julius Arigi riuscì a colpire un piroscafo nel mare davanti a Valona.
Il B.VII rimase in servizio di prima linea almeno fino al 1917, quando venne progressivamente sostituito da modelli più moderni e, grazie all'equipaggiamento con motori dalla maggior potenza disponibile, dalle maggiori prestazioni. Gli esemplari ancora in condizioni di volo vennero comunque impiegati nelle scuole di volo della kukLFT per la formazione dei nuovi equipaggi.

## Versioni
Lohner B.VII (Serie 17.3)
primo lotto avviato alla serie, versione da ricognizione e bombardamento leggero inizialmente disarmata, prodotta in 16 esemplari.
Lohner B.VII (Serie 17.8)
secondo lotto avviato alla serie, versione alleggerita destinata a missioni di ricognizione, bombardamento leggero ed all'addestramento equipaggiata di armamento.

## Utilizzatori
Austria-Ungheria
- k.u.k. Luftfahrtruppen